# اسلام زائروف
اسلام زائروف (متولد ۱۲ ژانویهٔ ۲۰۰۲) بازیکن فوتبال حرفه‌ای تاجیکستانی است که در حال حاضر برای باشگاه استقلال دوشنبه بازی می‌کند.